# Герб Чутівського району
Герб Чутівського району — офіційний символ Чутівського району, затверджений 30 січня 2001 р. рішенням сесії районної ради.

## Опис
Щит поділено перекинуто-вилоподібно. На першому синьому полі золоті фортечні ворота; на другому зеленому золотий трикутник; на третьому червоному три золоті підкови кінцями догори, одна і дві. Щит увінчано золотою територіальною короною та обрамлено зеленими лавровою та пальмовою гілками, перевитими синьою стрічкою з золотим написом "Чутівський район".